# Mistérios de Lisboa (filme)
Mistérios de Lisboa é um filme português de 2010 realizado por Raúl Ruiz, baseado no livro homónimo de Camilo Castelo Branco. O filme estreou-se no dia 21 de outubro de 2010, em Portugal.

## Sinopse
Pedro da Silva, um órfão de 14 anos, é a personagem unificadora de várias histórias entrelaçadas e interligadas que atravessam todo o século XIX. O filme baseia -se na obra homónima de Camilo Castelo Branco.

## Elenco
- Adriano Luz - Padre Dinis
- Maria João Bastos - Ângela de Lima
- Ricardo Pereira - Alberto de Magalhães
- Clotilde Hesme: Elisa de Montfort
- José Afonso Pimentel - Pedro da Silva
- João Luís Arrais - Pedro da Silva (criança)
- Albano Jerónimo - Conde de Santa Bárbara
- João Baptista - D. Pedro da Silva
- Martin Loizillon - Sebastião de Melo
- Julien Alluguette - Benoît de Montfort
- Rui Morisson - Marquês de Montezelos
- Joana de Verona - Eugénia
- Carloto Cotta - D. Álvaro de Albuquerque
- Filipe Vargas - D. Paulo de Albuquerque
- Maria João Pinho - Condessa de Viso
- José Manuel Mendes - Frei Baltasar da Encarnação
- Rui Neto - Azarias[2]

### Participação especial
- Léa Seydoux - Blanche de Montfort
- Melvil Poupaud - Coronel Ernest Lacroze
- Malik Zidi - Visconde de Armagnac
- Margarida Vilanova - Marquesa de Alfarela
- Sofia Aparício - Condessa de Penacova
- Catarina Wallenstein - Condessa de Arosa

## Versão televisiva
O filme foi também transmitido em formato de série de televisão, com um total de seis episódios de uma hora cada, intitulados:
1. O Menino Sem Nome
2. O Conde de Santa Bárbara
3. O Enigma do Padre Dinis
4. Os Crimes de Anacleta dos Remédios
5. Blanche de Montfort
6. A Vingança da Duquesa de Cliton.

A minissérie foi transmitida pela primeira vez na televisão portuguesa pela RTP1 no dia 29 de maio de 2011.

## Prémios
Festival de San Sebastián 2010 (Espanha)
- Prémio de melhor realizador (Concha de Prata)

Mostra Internacional de Cinema de São Paulo 2010 (Brasil)
- Recebeu o Prémio da Crítica.

Prémio Louis-Delluc 2010 (França)
- Prémio Louis Delluc de melhor filme

Globos de Ouro 2011 (Portugal)
- Globo de Ouro de melhor filme
- Globo de Ouro de melhor ator: Adriano Luz (padre Dinis)
- Globo de Ouro de melhor atriz: Maria João Bastos (Ângela de Lima)